# Luis Franco Cascón
Luis Franco Cascón (Mansilla del Páramo, León, 1903 - San Cristóbal de La Laguna, Tenerife, 17 de agosto de 1984) fue un eclesiástico español, obispo de la Diócesis de Tenerife.

## Biografía

### Sacerdocio
Pertenecía a la Congregación del Santísimo Redentor. Fue ordenado sacerdote en 1933. 

### Episcopado
Fue ordenado obispo de Tenerife el 22 de febrero de 1962 por el Papa Juan XXIII y siendo consagrado el 29 de abril de ese año en el Santuario del Perpetuo Socorro de Madrid del que era rector. 
El 21 de mayo de 1962 hace su entrada en la Diócesis de Tenerife y el 11 de octubre de ese año asiste a la inauguración del Concilio Vaticano II, en el que participa en la primera (1962), segunda (1963) y cuarta (1965) sesiones.
En 1978 apoyó y suscribió la pastoral del cardenal Marcelo González, arzobispo de Toledo y primado de España, denunciando los errores de la Constitución de 1978 días ante su referéndum de ratificación. Los principales errores señalados son:
- La exclusión del nombre de Dios en una nación de bautizados.
- Falta de referencia a la ley natural, con lo que las leyes quedan a merced de los poderes públicos.
- Falta de garantías para la libertad de enseñanza y de seguridad a los padres para la formación religiosa de sus hijos.
- Falta de tutela para los valores de la familia y del matrimonio, abriendo las puertas del divorcio.
- Y la omisión del veto explícito al aborto.

Además de Franco Cascón también la apoyaron y suscribieron otros siete obispos -la "gloriosa minoría"-: Segundo García, arzobispo de Burgos; Pablo Barrachina obispo de Orihuela-Alicante; Demetrio Mansilla, obispo de Ciudad Rodrigo; José Guerra Campos, obispo de Cuenca; Ángel Temiño, obispo de Orense; Laureano Castán, obispo de Sigüenza-Guadalajara; y Francisco Peralta, administrador apostólico de Vitoria.
La beatificación de los futuros santos canarios Hermano Pedro de San José de Betancur y José de Anchieta se realizaron durante su episcopado en 1980.

### Renuncia
Renunció a su pontificado el 18 de octubre de 1983, al cumplir los 75 años y se le nombró Administrador Apostólico. 

#### Fallecimiento

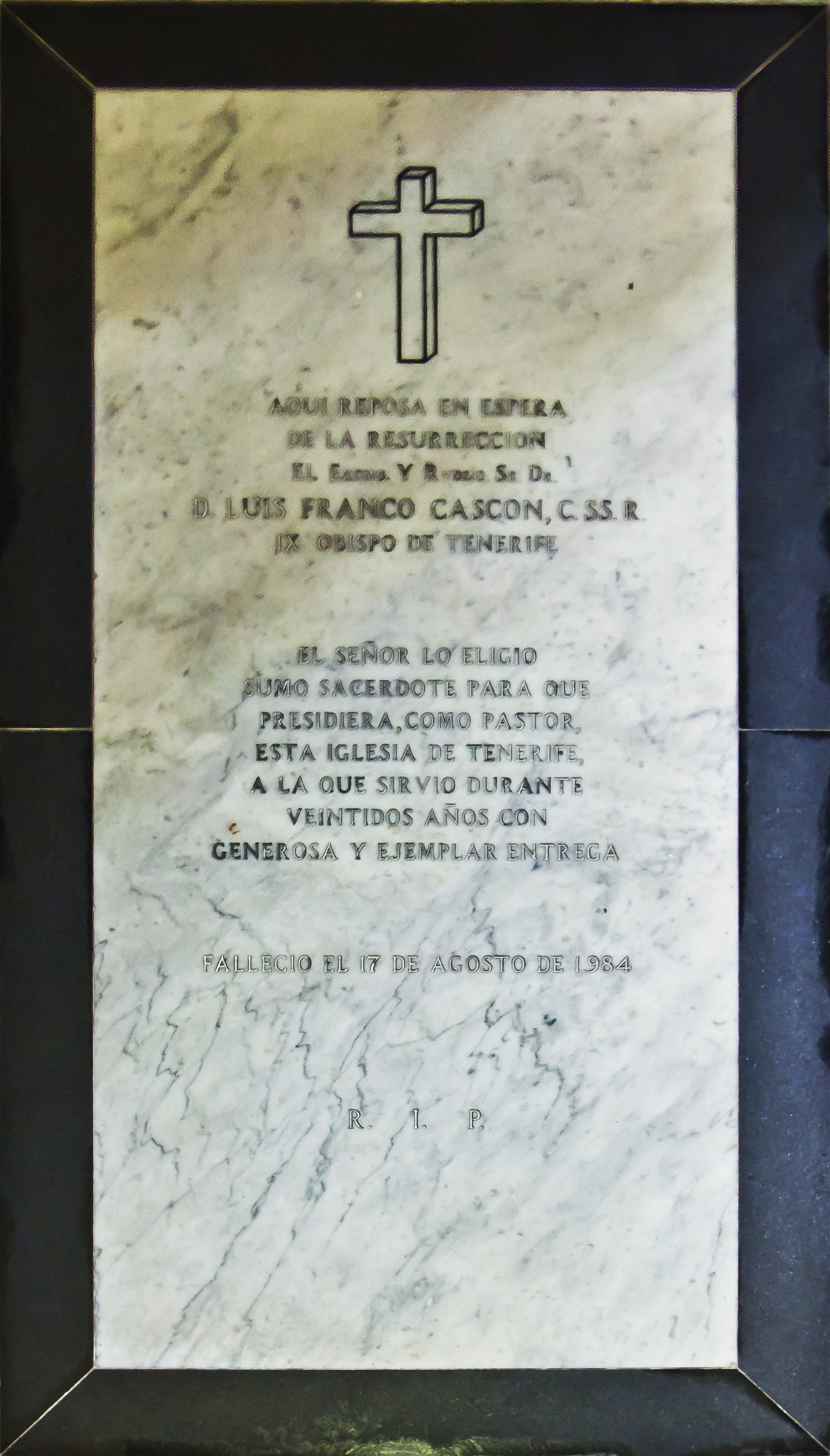
Tumba del obispo, en la Catedral de La Laguna (Tenerife).

Falleció en San Cristóbal de La Laguna el 17 de agosto de 1984, a los tres días de haber tomado posesión su sucesor D. Damián Iguacen. Fue enterrado en la Capilla del Cristo de la Columna de la Catedral de La Laguna.

#### Otros datos
Fue Hijo Adoptivo de la ciudad de San Cristóbal de La Laguna y socio de honor de la Real Sociedad Económica de Amigos del País de Tenerife.
En el municipio de San Cristóbal de La Laguna, dentro de la entidad de población llamada Taco, en la denominada Zona industrial de Taco, y dentro del Polígono Industrial de Los Majuelos, junto a la avenida del mismo nombre, existe la "Calle Obispo Luis Franco Cascón".

## Sucesión
| Predecesor: Domingo Pérez Cáceres | Obispo de San Cristóbal de la Laguna 1962 - 1983 | Sucesor: Damián Iguacen Borau |

- Datos: Q40902238